# Philippe Gengembre
Pour les articles homonymes, voir Gengembre.
Philippe Gengembre, né à Houdain dans le Pas-de-Calais le 22 mars 1764 et mort à Indre en Loire-Inférieure le 19 janvier 1838, est un chimiste et inventeur français, inspecteur général des Monnaies sous l'Empire, puis directeur de la Manufacture royale des machines à vapeur d’Indret, près de Nantes.

## Biographie
Fils de Jean-Philippe Gengembre, qui travaillait dans les Galeries Royales du Louvre à faire des plans, et de Marie-Anne Preux.
Philippe Gengembre entre l'École du génie maritime, installée au Louvre ; il est recruté par Antoine Lavoisier pour la Régie des poudres et salpêtre, car il publie un mémoire remarqué en 1783 sur la phosphorine, recherches qu'il poursuit, présente à l'Académie des sciences de Berlin, et qui provoquent l'intérêt de Louis-Claude Cadet de Gassicourt et Claude-Louis Berthollet,. Par la suite, Gaspard Monge, qui connaissait son père, depuis que l'Académie des sciences a son siège au Louvre, lui obtient une place près de la sienne, en tant que professeur de physique, attachée au lycée.
En 1789, il invente un procédé de stéréotypie adapté au principe de la taille-douce, qui est utilisé pour imprimer des assignats dès 1790. 
Il part en Amérique d'octobre 1790 à décembre 1794, officiellement pour y développer du commerce, mais en réalité pour y jouer un rôle d’espion auprès des Britanniques, au profit des Américains. Revenu en France, il entre dans l’administration des Monnaies, où il progresse rapidement, servi autant par ses réelles qualités de chimiste et de mécanicien (bien qu’il soit accusé de s’approprier les travaux de ses confrères, comme Jean-Pierre Droz) que par son opportunisme et ses relations, entre autres avec Berthollet.
Il met au point un nouveau balancier et une frappe en virole pleine, pour frapper les monnaies d’abord à Paris, puis dans les ateliers de province, entre autres à la Monnaie de Nantes. Son balancier est acheté par la Royal Mint de Londres.
En 1828, il est nommé, à Indret, dans la commune d’Indre, à côté des forges et de l’arsenal, à la tête de la Manufacture royale de machines à vapeur pour la marine. C’est là qu’il meurt en 1838. Il est enterré dans le carré protestant du cimetière Miséricorde.
Son fils, Colomb Gengembre (1790-1863), architecte et ingénieur, est l'auteur des plans du phalanstère de La Colonie à Condé-sur-Vesgre, en 1833, puis émigre aux États-Unis à partir de 1849.

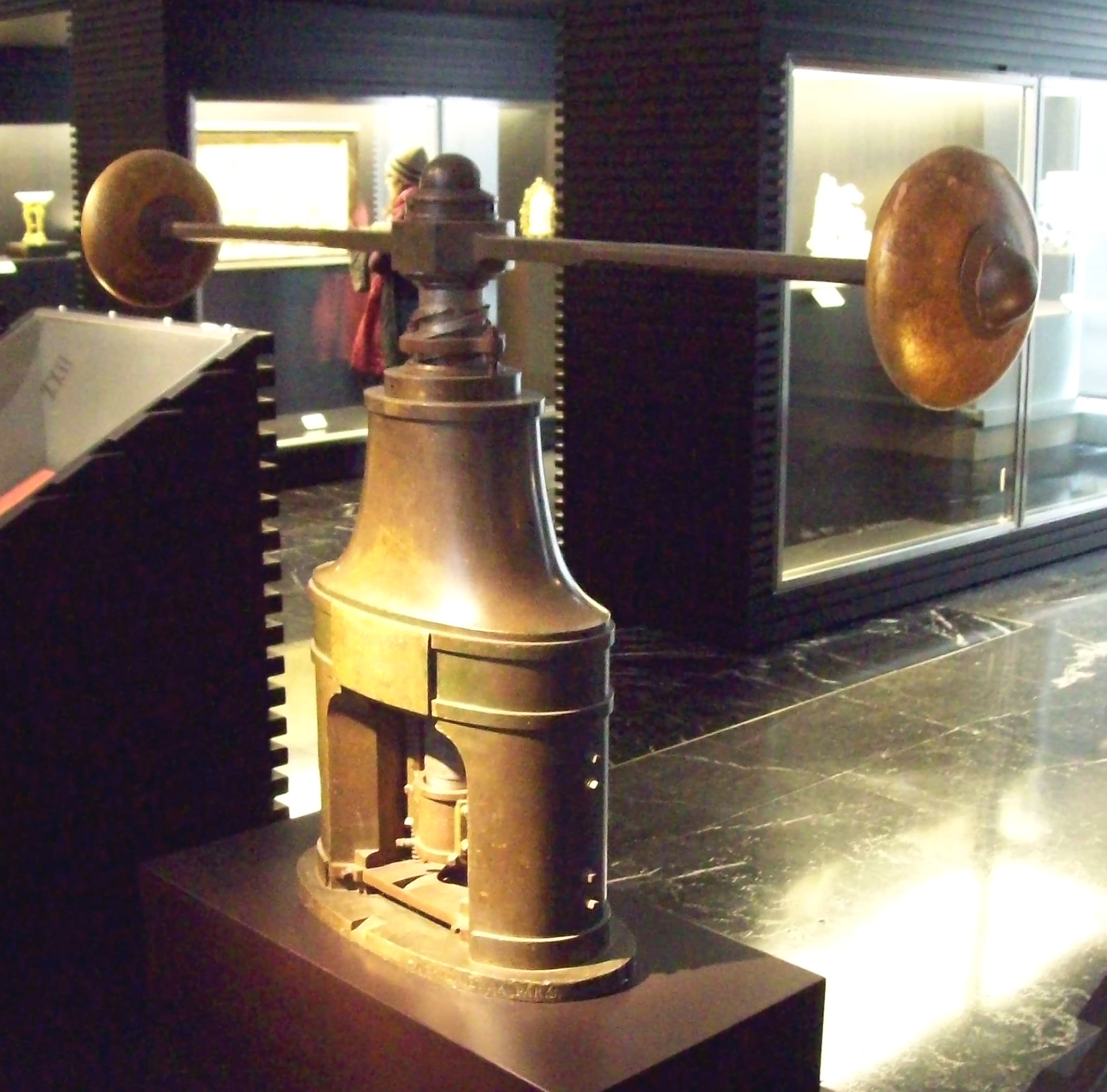
Presse à balancier de Gengembre, 1831. Ce modèle était baptisé Austerlitz, parce que ses premiers exemplaires auraient été fabriqués en 1807 avec le bronze des canons russes pris à Austerlitz.